# Paint Rock (Texas)
Paint Rock é uma cidade  localizada no estado norte-americano do Texas, no Condado de Concho.

## Demografia
Segundo o censo norte-americano de 2000, a sua população era de 320 habitantes.
Em 2006, foi estimada uma população de 284, um decréscimo de 36 (-11.3%).

## Geografia
De acordo com o United States Census Bureau tem uma área de
4,3 km², dos quais 4,3 km² cobertos por terra e 0,0 km² cobertos por água. Paint Rock localiza-se a aproximadamente 497 m acima do nível do mar.

## Localidades na vizinhança
O diagrama seguinte representa as localidades num raio de 48 km ao redor de Paint Rock.